# Bamiyan, Afganistan
Bamiyan (persană بامیان) este un oraș partea estică a Afganistanului. Este reședința provinciei Bamyan. Localizat pe Drumul Mătăsii, a fost transformat de către populația hună în capitală în secolul al V-lea.
Datorită statuilor lui Buddha sculptate în versanții adiacenți văii Bamiyan, locuințelor din peșteri ale călugărilor, ruinelor orașului Shar-i-Gholghola (orașul vechi, distrus de Gingis Han), precum și peisajelor deosebite, Bamiyan este cea mai vizitată destinație turistică afgană.

## Patrimoniu mondial UNESCO
Peisajul cultural și vestigiile arheologice din Valea Bamiyan au fost înscrise în anul 2003 pe lista patrimoniului cultural mondial UNESCO.